# Quartet (film, 2012)
Pour les articles homonymes, voir Quartette.
Pour plus de détails, voir Fiche technique et Distribution.
Quartet ou Le Quatuor au Québec est une comédie dramatique britannique réalisée par Dustin Hoffman, sortie en 2012. Il sort le 3 avril 2013 en France. C'est le premier film de Hoffman en tant que réalisateur.

## Synopsis
Wilf, Reggie et Cissy sont trois anciens chanteurs d'opéra. Chaque année, ils organisent un concert pour célébrer l'anniversaire de Verdi. Mais l'arrivée de l'ex-femme de Reggie, Jean, va bouleverser leur quotidien...

## Fiche technique
- Titre : Quartet
- Titre québécois : Le Quatuor
- Réalisation : Dustin Hoffman
- Scénario : Ronald Harwood, d'après sa propre œuvre
- Directeur de la photographie : John De Borman
- Montage : Barney Pilling (en)
- Musique : Dario Marianelli
- Producteur : Finola Dwyer, Stewart Mackinnon et Nick O'Hagan
  - Producteur exécutif : Dickon Stainer, Xavier Marchand et Dustin Hoffman
  - Producteur associé : Mark Shivas
  - Producteur délégué : Marc Schmidheiny, Dario Suter et Jamie Laurenson
- Production : Finola Dwyer Productions, Headline Pictures et DCM Productions
- Distribution : Pyramide Distribution
- Pays :  Royaume-Uni
- Genre : Comédie dramatique
- Durée : 1 h 38
- Sortie :
  - Canada : 9 septembre 2013
  - Australie, Nouvelle-Zélande : 26 décembre 2012
  - Royaume-Uni : 1er janvier 2013
  - États-Unis : 4 janvier 2013
  - Allemagne, Italie : 24 janvier 2013
  - France : 3 avril 2013
  - Belgique : 1er mai 2013

## Distribution
- Maggie Smith (V.F. : Mireille Delcroix, V. Q. : Claudine Chatel) : Jean Horton
- Tom Courtenay (V.F. : Georges Claisse, V. Q. : Jacques Lavallée) : Reggie Paget
- Billy Connolly (V.F. : Gabriel Le Doze, V. Q. : Marc Bellier) : Wilf Bond
- Pauline Collins (V.F. : Marie-Martine, V. Q. : Hélène Lasnier) : Cissy Robson
- Sheridan Smith (V.F. : Ingrid Donnadieu, V. Q. : Catherine Proulx-Lemay) : Dr Lucy Cogan
- Michael Gambon (V.F. : Marc Cassot, V. Q. : Vincent Davy) : Cedric Levingston
- Andrew Sachs : Bobby Swanson
- Gwyneth Jones (V.F. : elle-même) : Anne Langley
- Trevor Peacock (en) (V.F. : Gérard Boucaron) : George
- David Ryall (V.F. : Pierre Hatet) : Harry

SourcesDoublage.qc.ca et Allodoublage

## Autour du film
- C’est le premier film réalisé par Dustin Hoffman.

- C’est le dernier film mettant en scène Maggie Smith et Michael Gambon ensemble. Ils étaient respectivement les professeurs Minerva McGonagall et Albus Dumbledore dans Harry Potter.